# Stefan Granberg
Ove Stefan Granberg, född 11 maj 1973 i Piteå landsförsamling, Norrbottens län, är en svensk musiker. Han är en av originalmedlemmarna i punkrockbandet Randy, där han spelar gitarr och sjunger. Han spelade gitarr i Starmarket 1994-1995.
Utöver Randy och Starmarket har Granberg bidragit som musiker och producent på en rad olika skivor. 2001 producerade han DS-13:s studioalbum Killed by the Kids. 2003 spelade han med akustisk gitarr, mandola och sång på The Lost Patrols studioalbum Songs About Running Away. Året därpå spelade han gitarr på Deportees album All Prayed Up. 2005 producerade han The Lost Patrol Bands skiva The Lost Patrol Band, på vilken han även spelade bas, gitarr och sjöng. 2006 producerade han Knugen Fallers album Lugna favoriter.

### Fotnoter
1. ↑  Sveriges befolkning
2000:
Granberg, Ove Stefan
(1973-05-11)
Försäkringskassan, uttag avseende 20001231 (2014)
2. ↑  ”Stefan Granberg”. Svensk Filmdatabas. http://www.sfi.se/sv/svensk-filmdatabas/Item/?type=PERSON&itemid=328236&ref=%2ftemplates%2fSwedishFilmSearchResult.aspx%3fid%3d1225%26epslanguage%3dsv%26searchword%3dstefan+granberg%26type%3dPerson%26match%3dBegin%26page%3d1%26prom%3dFalse. Läst 16 januari 2012.
3. ↑  ”Starmarket”. Myspace.com. http://www.myspace.com/starmarketmusic. Läst 16 januari 2012.
4. ↑  ”Killed by the Kids”. Discogs.com. http://www.discogs.com/DS-13-Killed-By-The-Kids/release/1130655. Läst 16 januari 2012.
5. ↑  ”Songs About Running Away”. Discogs.com. http://www.discogs.com/Lost-Patrol-Songs-About-Running-Away/release/1603689. Läst 16 januari 2012.
6. ↑  ”All Prayed Up”. Discogs.com. http://www.discogs.com/Deportees-All-Prayed-Up/release/767245. Läst 16 januari 2012.
7. ↑  ”The Lost Patrol Band”. Discogs.com. http://www.discogs.com/Lost-Patrol-Band-The-The-Lost-Patrol-Band/release/1588808. Läst 16 januari 2012.
8. ↑  ”Lugna favoriter”. Discogs.com. http://www.discogs.com/Knugen-Faller-Lugna-Favoriter/release/1415677. Läst 16 januari 2012.